# 2010年1月逝世人物列表
2010年逝世人物列表：1月 - 2月 - 3月 - 4月 - 5月 - 6月 - 7月 - 8月 - 9月 - 10月 - 11月 - 12月
2010年1月逝世人物列表，是用於匯總2010年1月期間逝世人物的列表。

## 依日期排序

### 1日
- 加里·布羅克特（Gary Brockette），62歲，美國演員（《最後的圖片秀》）和助理導演，癌症。[1]
- Chauncey H. Browning， Jr.，75歲，美國政治家，西弗吉尼亞州總檢察長（1969-1985）。[2]
- 讓·卡羅爾（Jean Carroll），98歲，美國喜劇演員（《埃德·沙利文秀》（The Ed Sullivan Show）。[3]
- Periyasamy Chandrasekaran，52歲，斯里蘭卡政治家，國會議員，短暫生病後。[4]
- 拉薩德沙拉，37歲，美國歌手，乳腺癌患者。[5]
- 邁克爾·德懷爾（Michael Dwyer），58歲，愛爾蘭記者和電影評論家，肺癌。[6]
- 阿爾弗雷多·馬里奧·埃斯波西托·卡斯特羅，82歲，阿根廷羅馬天主教薩拉特-坎帕納主教（1976-1991）。[7]
- 約翰·弗里曼（John Freeman），93歲，美國動畫師（《藍精靈》）和動畫導演（《我的小馬駒和朋友們》）。[8]
- 賓果·加津戈（Bingo Gazingo），85歲，美國行為詩人，被車撞。[9]
- 阿德里安·吉伯特（Adrien Gilbert），78歲，加拿大奧運舉重運動員[10]
- 理查·金德爾伯格（Richard Kindleberger），67歲，美國報紙記者（《波士頓環球報》），腦瘤。[11]
- 約翰·里昂（John Lyon），58歲，英國板球運動員。[12]
- 傑克·米德爾頓（Jack Middleton），92歲，英國奧運游泳運動員。[13]
- Tetsuo Narikawa，65歲，日本演員（Spectreman）和空手道教練，肺癌。[14]
- Marlene Neubauer-Woerner，91歲，德國雕塑家。[15]
- 利布謝·帕托奇科娃，76歲，捷克奧運越野滑雪運動員。[16]
- 斯坦尼斯瓦夫·普日比斯基，79歲，波蘭現代五項全能運動員。[17]
- 穆罕默德·拉赫馬特（Mohamed Rahmat），71歲，馬來西亞政治家，新聞部長（1978-1982年，1987-1999年）。[18]
- 費薩爾·本·沙姆蘭（Faisal Bin Shamlan），75歲，葉門政治家，總統候選人（2006年），癌症。[19]
- 比利·阿簡·辛格（Billy Arjan Singh），92歲，印度作家。[20]
- Gregory Slay，40歲，美國搖滾鼓手（Remy Zero），詞曲作者（Nip/Tuck主題），囊性纖維化。[21]
- 弗雷亞·馮·毛奇（Freya von Moltke），98歲，德國二戰抵抗戰士。[22]
- 約翰·謝爾頓·懷爾德，88歲，美國政治家，田納西州副州長（1971-2007），中風。[23]
- 薇拉·扎哈羅娃（Vera Zakharova），89歲，第一位駕駛飛機的雅庫特女性

### 2日
- 約翰·弗蘭克（Johann Frank），71歲，奧地利足球運動員（FK奧地利維也納）。[24]
- 大衛·格伯（David Gerber），86歲，美國執行製片人（《員警故事》《女警》），心力衰竭。[25]
- 威廉·格林（William Green），82歲，英國航空作家。[26]
- 黛博拉·豪威爾（Deborah Howell），68歲，美國記者，《華盛頓郵報》監察員，被車撞。[27]
- René Oreel，87歲，比利時自行車手。[28]
- 奧古斯丁·保羅（Augustine Paul），65歲，馬來西亞聯邦法院法官，慢性病后。[29]
- David R. Ross，51歲，蘇格蘭歷史學家，心臟病發作。[30]
- 拉金德拉·沙阿（Rajendra Shah），96歲，印度詩人。[31]

### 3日
- 格斯·亞歷山大（Gus Alexander），75歲，蘇格蘭足球運動員（沃金頓）。[32]
- 古斯塔沃·貝塞拉-施密特（Gustavo Becerra-Schmidt），84歲，智利作曲家，肺癌。[33]
- 瑪格麗·貝多（Margery Beddow），72歲，美國編舞家和舞蹈家。[34]
- 巴里·布萊爾（Barry Blair），56歲，加拿大漫畫家和作家，腦動脈瘤。[35]
- Gianni Bonichon，65歲，義大利雪橇運動員，奧運會銀牌得主。[36]
- 奧托·佈雷格（Otto Breg），60歲，奧地利奧運雪橇運動員。[37]
- 伊恩·布朗利爵士（Sir Ian Brownlie），77歲，英國大律師，交通事故。[38]
- 喬伊斯·柯林斯（Joyce Collins），79歲，美國爵士歌手和鋼琴家，肺纖維化。[39]
- 瑪麗·戴利（Mary Daly），81歲，美國激進女權主義哲學家。[40]
- 弗朗西斯·吉林厄姆（Francis Gillingham），93歲，英國神經外科醫生。[41]
- 阿裡·薩菲·戈爾帕加尼（Ali Safi Golpaygani），96歲，伊朗Marja'，自然原因。[42]
- 比利·哈裡斯（Billy Harris），58歲，美國籃球運動員（北伊利諾伊州哈士奇隊，聖地牙哥征服者隊），中風。[43]
- 約翰·基思·歐文（John Keith Irwin），80歲，美國社會學家。[44]
- 尤尼斯·詹森（Eunice W. Johnson），93歲，烏木時裝博覽會（Ebony Fashion Fair）的美國總監，約翰約翰遜（John H. Johnson）的遺孀，腎功能衰竭。[45]
- 查理斯·克萊巴克（Charles Kleibacker），88歲，美國時裝設計師，肺炎。[46]
- 喬治·馬丁（Georges Martin），94歲，法國自行車手。[47]
- 塔基斯·米哈洛斯（TakisMichalos），63歲，希臘希臘男子國家水球隊水球隊水球運動員和教練;癌症。[48]
- 莫蒂·南迪（Moti Nandi），79歲，印度作家和體育記者。[49]
- 傑弗里·里夫（Geoffrey Reeve），77歲，英國電影導演。[50]
- 伊薩克·羅格德（Isak Rogde），62歲，挪威語翻譯。[51]
- 西藏，78歲，法國漫畫家和作家。[52]
- 鮑比·威爾金斯（Bobby Wilkins），87歲，美國棒球運動員（費城田徑隊）。[53]

### 4日
- 奧勞格·亞伯拉罕森（Olaug Abrahamsen），81歲，挪威政治家。[54]
- 羅莎莉·艾布拉姆斯（Rosalie Abrams），88歲，美國女權主義劇作家，女演員和活動家，阿爾茨海默病。[55]
- Paul Ahyi，79歲，多哥藝術家，多哥國旗設計師。[56]
- 盧·艾倫，84歲，美國空軍將軍，國家安全局局長（1973-1977），美國空軍參謀長（1978-1982），類風濕性關節炎。[57]
- 諾克斯·伯格（Knox Burger），87歲，美國編輯、作家和文學經紀人。[58]
- 尼爾·克利斯蒂安（Neil Christian），66歲，英國歌手，癌症。[59]
- 托尼·克拉克（Tony Clarke），68歲，英國音樂家和唱片製作人（The Moody Blues），肺氣腫。[60]
- 桑德羅·德·阿梅裡卡（Sandro de América），64歲，阿根廷歌手，心臟和肺移植手術併發症。[61]
- 唐納爾·唐納利（Donal Donnelly），78歲，英國出生的愛爾蘭演員，癌症[62]
- Hywel Teifi Edwards，75歲，威爾士歷史學家和作家，短暫生病後。[63]
- 約翰·費里爾，99歲，蘇里南政治家，總統（1975-1980）。[64]
- 塔德烏什·戈拉（Tadeusz Góra），91歲，波蘭飛行員。[65]
- 羅里·馬卡斯（Rory Markas），54歲，美國棒球電臺播音員（阿納海姆洛杉磯天使隊），心臟病發作。[66]
- 傑爾吉·米特羅（György Mitró），79歲，匈牙利奧運游泳運動員。[67]
- 路德維希·懷爾丁（Ludwig Wilding），82歲，德國藝術家。[68]
- Tsutomu Yamaguchi，93歲，廣島和長崎原子彈爆炸的日本倖存者，胃癌。[69]

### 5日
- 阿卜杜勒·阿齊姆·迪布（Abdul Azim al-Deeb），80歲，卡達大學教授。[70]
- 貝弗利·阿德蘭（Beverly Aadland），67歲，美國女演員，埃羅爾·弗林（Errol Flynn）的女友，糖尿病和心力衰竭。[71]
- 丹尼爾·庫伯特（Daniel Kubert），62歲，美國數學家。[72]
- 伯納德·勒奈爾（Bernard Le Nail），63歲，法國作家，歷史學家，布列塔尼語言和文化宣導者，腦出血。[73]
- 威利·米切爾（Willie Mitchell），81歲，美國音樂家和唱片製作人，心臟驟停。[74]
- 肯尼斯·諾蘭（Kenneth Noland），85歲，美國色域畫家，腎癌。[75]
- Courage Quashigah，62歲，迦納政治家。[76]
- 菲利帕·斯科特（Philippa Scott），91歲，英國環保主義者。[77]
- 喬治·西裡米斯，88歲，塞普勒斯財政部長（1988-1993）。[78]
- 托尼·特庫切阿努（Toni Tecuceanu），37歲，羅馬尼亞喜劇演員，細菌感染。[79]
- 羅爾夫·蒂姆（Rolf Thieme），65歲，德國奧運曲棍球運動員。[80]
- 喬治·威洛比（George Willoughby），95歲，美國貴格會活動家。[81]

### 6日
- 菲力浦·阿圖伊斯（Philippe Arthuys），81歲，法國作曲家和電影導演。[82]
- 大衛·賈爾斯（David Giles），83歲，英國電視導演。[83]
- 邁克爾·古爾德（Michael Goulder），82歲，英國聖經學者。[84]
- 邁克爾·哈珀（Michael Harper），78歲，英國聖公會牧師，後來是安提阿東正教的牧師。[85]
- 喬治·倫納德（George Leonard），86歲，美國作家，編輯和教育家，人類潛能運動的先驅，長期患病。[86]
- 格雷厄姆·倫納德（Graham Leonard），88歲，英國英國教會倫敦主教（1981-1991），後來成為羅馬天主教神父。[87]
- 伊萬·梅德克（Ivan Medek），84歲，捷克音樂公關人員，理論家和評論家，瓦茨拉夫·塔利奇（Václav Talich）和瓦茨拉夫·哈威爾（Václav Havel）的合作者。[88]
- 哈裡特·米勒（Harriet Miller），90歲，美國政治家，加利福尼亞州聖巴巴拉市市長（1995-2001）。[89]
- 貝尼亞米諾·普拉西多，80歲，義大利記者和電視評論家。[90]
- Hervé Prouzet，89歲，法國自行車手[91]
- 基圖·蘇雷什（Kittu Suresh），64歲，印度板球運動員。[92]

### 7日
- 汉斯·阿道夫·布赫达尔（Hans Adolf Buchdahl），90歲，澳大利亚物理学家
- 溫德爾·安舒茨（Wendall Anschutz），71歲，美國電視記者。[93]
- 默特爾·艾德洛特（Myrtle Aydelotte），92歲，美國護士，教授和醫院行政人員。[94]
- 桑多爾·巴爾奇，97歲，匈牙利政治家和體育主管，歐足聯臨時主席（1972-1973）。[95]
- 傑拉爾德·博德隆（Gerald Bordelon），47歲，美國被定罪的殺人犯，注射死刑。[96]
- 亞歷山大·加內特·布朗，79歲，加拿大政治家，新斯科舍省眾議院議員（1969-1978）。[97]
- 布魯里亞·考夫曼（Bruria Kaufman），91歲，以色列物理學家。[98]
- 斯蒂芬·胡內克（Stephen Huneck），61歲，美國木雕藝術家，槍擊自殺。[99]
- 卡邁勒·馬蘇德（Kamal Mahsud），巴基斯坦普什圖語民謠歌手，煤氣洩漏。[100]
- 亞歷克斯·派克（Alex Parker），74歲，蘇格蘭足球運動員（福爾柯克，埃弗頓，蘇格蘭紹斯波特）和經理，心臟病發作。 [101]
- 唐納德·埃德蒙·佩洛特（Donald Edmond Pelotte），64歲，美國羅馬天主教蓋洛普主教（1990-2008），第一位美洲原住民主教。[102]
- 詹姆斯·羅伯遜（James D Robertson），78歲，蘇格蘭畫家和講師。[103]
- 布蘭卡·桑切斯（Blanca Sánchez），63歲，墨西哥女演員，腎衰竭。[104]
- 菲力浦·塞甘（Philippe Séguin），66歲，法國政治家，心臟病發作。[105]
- 吉姆·懷特（Jim White），67歲，美國職業摔跤手，癌症。[106]
- 哈迪·威廉姆斯，78歲，美國政治家，賓夕法尼亞州參議員（1983-1998），阿爾茨海默病。[107]

### 8日
- 鮑勃·布萊克本（Bob Blackburn），85歲，美國體育評論員（西雅圖超音速隊），肺炎。[108]
- Jean Charpentier，74歲，加拿大記者，總理皮埃爾·特魯多（Pierre Trudeau）的新聞秘書，癌症。[109]
- Art Clokey，88歲，美國定格動畫師（Gumby，Davey和Goliath），膀胱感染。[110]
- 皮耶羅·德·貝爾納迪（Piero De Bernardi），83歲，義大利編劇。[111]
- 托尼·哈爾姆（Tony Halme），47歲，芬蘭職業拳擊手、演員、摔跤手和國會議員（2003-2007），槍擊自殺。[112]
- 雷蒙德·坎伯（Raymond Kamber），79歲，瑞士奧運短距離皮划艇運動員。[113]
- 斯拉夫卡·馬內瓦（Slavka Maneva），75歲，馬其頓作家和詩人。[114]
- 查理斯·馬西，57歲，中非政治家和叛軍領袖。[115]
- 莫妮卡·莫恩（Monica Maughan），76歲，澳大利亞女演員，癌症。[116]
- 吉姆·里默（Jim Rimmer），75歲，加拿大平面設計師，癌症。[117]
- 格萊斯頓·羅賓遜，66歲，牙買加板球運動員。[118]
- Gerrit de Ruiter，82歲，荷蘭曲棍球運動員[119]
- Otmar Suitner，87歲，奧地利指揮家。[120]
- Hans L. Trefousse，88歲，德國出生的美國歷史學家。[121]
- Amir Vahedi，48歲，伊朗出生的美國撲克玩家，糖尿病併發症。[122]
- 薩姆納·惠蒂爾（Sumner G. Whittier），98歲，美國政治家，馬薩諸塞州副州長（1953-1957）。[123]

### 9日
- 阿梅萊特·阿巴羅，47歲，多哥國家足球隊助理教練，射門。[124]
- 約翰·巴勒姆（John Ballem），84歲，加拿大小說家。[125]
- Amo Bessone，93歲，美國冰球運動員和教練。[126]
- 胡安·比德加雷，90歲，烏拉圭奧運水手[127]
- Gösta Bredefeldt，74歲，瑞典演員。[128]
- 弗朗茨-赫爾曼·布呂納（Franz-Hermann Brüner），64歲，德國OLAF負責人，長期患病。[129]
- 阿庫爾西奧·卡雷洛，78歲，葡萄牙足球運動員。[130]
- Mark Ellidge，69-70歲，英國新聞攝影師。[131]
- Ken Genser，59歲，美國政治家，長期患病後，加利福尼亞州聖莫尼卡市市長。[132]
- Per N. Hagen，73歲，挪威政治家。[133]
- 魯珀特·哈默（Rupert Hamer），39歲，英國記者，《星期日鏡報》國防記者，簡易爆炸裝置。[134]
- 法蒂瑪·哈希姆（Fatimah Hashim），85歲，馬來西亞政治家，馬來西亞政府第一位女部長。[135]
- 蘿拉·查普曼·赫魯斯卡（Laura Chapman Hruska），74歲，美國作家，Soho出版社聯合創始人兼主編，癌症。[136]
- 傑克·克內斯（Jack Kerness），98歲，美國藝術總監，自然原因。[137]
- 納達夫·列維坦（Nadav Levitan），64歲，以色列電影導演和編劇，肺病。[138]
- 羅納德·摩爾（Ronald Moore），84歲，加拿大政治家。[139]
- 葉夫根尼·帕拉季耶夫，61歲，蘇聯出生的哈薩克冰球運動員。[140]
- Diether Posser，87歲，德國政治家。[141]
- Armand Razafindratandra，84歲，馬達加斯加紅衣主教，塔那那利佛大主教（1994-2005），秋天。[142]
- 維姆西，84歲，印度體育作家。[143]
- 湯瑪斯·薩默斯·韋斯特（Thomas Summers West），82歲，蘇格蘭化學家。[144]

### 10日
- 唐納德·艾奇遜爵士，83歲，英國醫生，英國首席醫療官（1983-1991）。[145]
- Sailadhar Baruah，68歲，印度電影製片人，糖尿病併發症。[146]
- 米娜·伯爾尼（Mina Bern），98歲，波蘭出生的美國意第緒語戲劇演員，心力衰竭。[147]
- 伯特·布希內爾（Bert Bushnell），88歲，英國奧運賽艇金牌得主（1948年）。[148]
- 卡洛斯·博尼利亞·查韋斯，86歲，厄瓜多古典吉他手。[149]
- 西蒙·迪格比（Simon Digby），77歲，印度出生的英國學者和語言學家，胰腺癌。[150]
- 丹尼·菲茨傑拉德（Danny Fitzgerald），49-50歲，愛爾蘭投擲運動員和蓋爾足球運動員。[151]
- Jan C. Gabriel，69歲，美國賽馬場播音員，多囊腎病併發症。[152]
- 唐納德·戈爾克（Donald Goerke），83歲，美國高管（坎貝爾湯公司），創建了義大利面條，心力衰竭。[153]
- 迪克·詹森（Dick Johnson），84歲，美國大樂隊單簧管演奏家（Artie Shaw Band），短暫生病後。[154]
- 愛德華·林德（Edward Linde），67歲，美國商人，波士頓地產公司創始人，肺炎。[155]
- 弗朗西斯·莫雷爾（Frances Morrell），72歲，英國政治顧問和教育家，癌症。[156]
- 烏爾夫·奧爾森（Ulf Olsson），58歲，瑞典殺人犯，上吊自殺。[157]
- 比爾·派特森（Bill Patterson），87歲，澳大利亞賽車手，自然原因。[158]
- 傑恩·沃爾頓·羅森（Jayne Walton Rosen），92歲，美國歌手，勞倫斯·韋爾克（Lawrence Welk）的香檳夫人（1940-1945），自然原因。[159]
- 莫伊塞斯·薩巴（Moisés Saba），47歲，墨西哥企業家，直升機墜毀。[160]
- 戴爾·休沃爾特（Dale Shewalter），59歲，美國教師，亞利桑那小徑的創始人，癌症。[161]
- 馬諾·索羅（Mano Solo），46歲，法國歌手，動脈瘤破裂。[162]
- Crispin Sorhaindo，78歲，多明尼加政治家，總統（1993-1998），癌症。[163]
- 博吉達爾·斯皮里耶夫（Bojidar Spiriev），77歲，保加利亞出生的匈牙利水文學家和統計學家，國際田聯評分表的建立者。[164]
- Torbjørn Yggeseth，75歲，挪威跳臺滑雪運動員和官員。[165]

### 11日
- 馬蘇德·阿裡莫哈馬迪（Masoud Alimohammadi），50歲，伊朗核科學家，炸彈爆炸。[184]
- 米洛斯拉夫·貝洛諾日尼克，91歲，捷克奧運跳臺滑雪運動員。[185]
- 丹尼爾·本賽德，63歲，法國哲學家和托洛茨基主義活動家。[186]
- 肯·科爾邦邦（Ken Colbung），78歲，澳大利亞原住民長老，短暫生病後。[187]
- 雪麗·貝爾·科爾（Shirley Bell Cole），89歲，美國配音演員（《小孤兒安妮》）。[188]
- 米格爾·安赫爾·德拉弗洛爾（Miguel Ángel de la Flor），85歲，秘魯軍官和政治家。[189]
- 科林·德特默（Colin Dettmer），51歲，南非板球運動員。[190]
- Altan Dinçer，77歲，土耳其奧運籃球運動員。[191]
- Krisda Arunvongse na Ayudhya，78歲，泰國建築師，曼谷州長（1996-2001），冠狀動脈疾病。[192]
- 弗雷德·克朗（Fred Krone），79歲，美國特技演員，癌症。[193]
- 伊莉莎白·拉弗里克（Elizabeth Laverick），85歲，英國工程師。[194]
- 希利斯·萊恩，91歲，美國職業棒球大聯盟球員（1941年，1944-1945年）。[195]
- 阿拉斯泰爾·馬丁，94歲，美國網球運動員，名人堂成員，美國網球協會主席（1969-1970）。[196]
- 艾倫·麥克雷爵士，77歲，英國製藥公司創始人，癌症。[197]
- 伊莉莎白·穆迪（Elizabeth Moody），70歲，紐西蘭女演員和戲劇導演，肺炎。[198]
- 安·普倫蒂斯（Ann Prentiss），70歲，美國女演員（《尼斯船長》《我的繼母是外星人》）。[199]
- Art Rust， Jr.，82歲，美國體育評論員，帕金森病。[200]
- 哈西卜·薩巴格（Hasib Sabbagh），89歲，巴勒斯坦商人。[201]
- 萬達·斯庫拉托維奇（Vanda Skuratovich），84歲，白俄羅斯羅馬天主教活動家。[202]
- 瓦杜，32歲，佛得角歌手，車禍。[203]
- Yabby You，63歲，牙買加雷鬼歌手和製作人，中風。[204]
- 在2010年海地地震中遇難的知名人士：
  - 喬治·安格拉德（Georges Anglade），65歲，海地教授和內閣部長，魁北克蒙特利爾大學的聯合創始人。[205]
  - 赫迪·阿納比，65歲，突尼西亞外交官，聯海穩定團團長。[206]
  - Zilda Arns，75歲，巴西兒科醫生和人道主義者。[207]
  - 路易士·卡洛斯·達科斯塔，60歲，巴西外交官，聯海穩定團副團長。[208]
  - Serge Marcil，65歲，加拿大政治家，魁北克省魁北克國民議會（1985-1994），Beauharnois-Salaberry議員（2000-2004）。[209]
  - Flo McGarrell，35歲，義大利出生的美國藝術家。[210]
  - 米里亞姆·梅雷特（Myriam Merlet），53歲，海地政治活動家。[211]
  - 約瑟夫·塞爾日·米奧特，63歲，海地太子港羅馬天主教大主教。[212]
  - Jimmy O，35歲，海地嘻哈音樂家。[213]

### 12日
- 傑克·布洛克（Jack Block），85歲，美國心理學家，脊髓損傷併發症。[214]
- 愛德華·布林頓（Edward Brinton），86歲，美國海洋生物學家，長期患病。[215]
- 羅賓·麥克斯韋-希斯洛普爵士，78歲，英國政治家，蒂弗頓議員（1960-1992）。[216]
- 葉門基地組織恐怖分子阿卜杜拉·梅赫達爾（Abdullah Mehdar）被槍殺。[217]
- 泰迪·彭德格拉斯（Teddy Pendergrass），59歲，美國靈魂歌手，結直腸癌併發症。[218]
- 傑伊·里塔德（Jay Reatard），29歲，美國車庫朋克音樂家，海洛因中毒。[219]
- 湯米·斯隆（Tommy Sloan），84歲，蘇格蘭足球運動員（Hearts，Motherwell）。 [220]
- Isamu Tanonaka，77歲，日本配音演員（GeGeGe no Kitaro），心臟病發作。[221]
- Ed Thigpen，79歲，美國爵士鼓手，長期患病。[222]
- 埃德加·沃斯（Edgar Vos），78歲，荷蘭時裝設計師，心臟病發作。[223]

### 13日
- 傑克·布洛克（Jack Block），85歲，美國心理學家，脊髓損傷併發症。[214]
- 愛德華·布林頓（Edward Brinton），86歲，美國海洋生物學家，長期患病。[215]
- 羅賓·麥克斯韋-希斯洛普爵士，78歲，英國政治家，蒂弗頓議員（1960-1992）。[216]
- 葉門基地組織恐怖分子阿卜杜拉·梅赫達爾（Abdullah Mehdar）被槍殺。[217]
- 泰迪·彭德格拉斯（Teddy Pendergrass），59歲，美國靈魂歌手，結直腸癌併發症。[218]
- 傑伊·里塔德（Jay Reatard），29歲，美國車庫朋克音樂家，海洛因中毒。[219]
- 湯米·斯隆（Tommy Sloan），84歲，蘇格蘭足球運動員（Hearts，Motherwell）。 [220]
- Isamu Tanonaka，77歲，日本配音演員（GeGeGe no Kitaro），心臟病發作。[221]
- Ed Thigpen，79歲，美國爵士鼓手，長期患病。[222]
- 埃德加·沃斯（Edgar Vos），78歲，荷蘭時裝設計師，心臟病發作。[223]

### 14日
- 安特·巴巴亞（Ante Babaja），82歲，克羅埃西亞電影導演和編劇。[224]
- 鮑比·查理斯（Bobby Charles），71歲，美國詞曲作者（“再見，鱷魚”，“（我不知道為什麼）但我願意”）。[225]
- 安東尼奧·豐坦（Antonio Fontán），86歲，西班牙政治家和記者。[226]
- Micha Gaillard，52-53歲，海地政治家，地震。[227]
- 約翰·F·海耶斯（John F. Hayes），90歲，美國堪薩斯州眾議院律師和政治家（1953-1955;1967-1979）。[228]
- 馬克·鐘斯，70歲，英國演員（《帝國反擊戰》、《神秘博士》、《海盜》）。[229]
- Guðmundur Lárusson，84歲，冰島奧運短跑運動員。[230]
- 查理斯·諾爾特（Charles Nolte），86歲，美國演員，劇作家和教育家，前列腺癌。[231]
- 奧托，20歲，英國臘腸犬，世界上最古老的狗，因胃腫瘤被安樂死。[232][233]
- P.K.佩奇，93歲，加拿大詩人。[234]
- 奇爾頓·普萊斯（Chilton Price），96歲，美國詞曲作者（“Slow Poke”，“You Belong to Me”）。[235]
- 菲比·普林斯（Phoebe Prince），15歲，馬薩諸塞州南哈德利高中（South Hadley High School）的愛爾蘭學生，欺淩受害者，上吊自殺。[236]
- 瑪麗卡·里維拉（Marika Rivera），90歲，法國女演員，迭戈·里維拉（Diego Rivera）的女兒。[237]
- 詹姆斯·盧瑟福（James W. Rutherford），84歲，美國密歇根州弗林特市市長（1975-1983年，2002-2003年）。[238]
- 卡塔琳娜·魯奇基（Katharina Rutschky），68歲，德國教育家和作家。[239]
- 佩特拉·舒爾曼（Petra Schürmann），74歲，德國電視節目主持人，1956年世界小姐，長期患病。[240]
- 傑西·泰特（Jessie Tait），81歲，英國陶瓷設計師。[241]
- 安東尼奧·維拉普拉納·莫利納（Antonio Vilaplana Molina），83歲，西班牙羅馬天主教萊昂主教（1987-2002），腎功能衰竭。[242]
- 伯尼·沃海斯（Bernie Voorheis），87歲，美國籃球運動員。[243]
- 羅蘭·沃爾夫（Rowland Wolfe），95歲，美國奧運金牌得主（1932年）體操運動員。[244]

### 15日
- 阿西姆·巴特（Asim Butt），31歲，巴基斯坦藝術家（斯塔克主義藝術運動），上吊自殺。[245]
- 弗洛倫斯-瑪麗·庫珀（Florence-Marie Cooper），69歲，美國聯邦法官，加利福尼亞州中區地方法院（自1999年起），淋巴瘤。[246]
- Michael Creeth，85歲，英國生物化學家。[247]
- 巴赫曼·賈拉利（Bahman Jalali），65歲，伊朗攝影師，胰腺癌。[248]
- Detlev Lauscher，57歲，德國足球運動員。[249]
- 史蒂夫·洛夫萊迪（Steve Lovelady），66歲，美國普利策獎得主，喉癌。[250]
- 邁克·奧斯本（Mike Osborn），92歲，英國軍官。[251]
- 馬歇爾·沃倫·尼倫伯格（Marshall Warren Nirenberg），82歲，美國生物化學家和遺傳學家，諾貝爾獎獲得者（1968年），癌症。[252]
- 彼得·湯姆森（Peter Thomson），73歲，澳大利亞聖公會神學家，托尼·布萊爾（Tony Blair）的導師。[253]

### 16日
- Glen Bell，86歲，美國企業家，Taco Bell創始人。[254]
- 裘蒂·張伯林（Judi Chamberlin），65歲，美國反精神病學活動家，肺病。[255]
- 蓋伊·戴（Guy Day），79歲，美國廣告主管。[256]
- 薩姆·迪克森（Sam Dixon），60歲，美國部長，UMCOR副秘書長（自2007年起），地震。[257]
- 羅伯特·傑拉德，89歲，比利時足球運動員 [1]
- 穆薩·伊努瓦（Musa Inuwa），62歲，奈及利亞政治家。[258]
- 喬治·耶利內克（George Jellinek），90歲，美國電臺名人（WQXR）。[259]
- Felice Quinto，80歲，義大利攝影師。[260]
- Takumi Shibano，83歲，日本小說家，肺炎。[261]
- 卡爾·史密斯（Carl Smith），82歲，美國鄉村歌手兼詞曲作者（“Hey Joe”），長期患病。[262]
- 伯尼·溫特勞布（Bernie Weintraub），76歲，美國人才經紀人，Paradigm Talent Agency的聯合創始人。[263]
- Jimmy Wyble，87歲，美國吉他手，心力衰竭。[264]

### 17日
- 蓋恩斯·亞當斯（Gaines Adams），26歲，美式橄欖球運動員（芝加哥熊隊，坦帕灣海盜隊），心臟驟停。[265]
- Maki Asakawa，67歲，日本歌手，心力衰竭。[266]
- 喬蒂·巴蘇，95歲，印度政治家，西孟加拉邦首席部長（1977-2000），肺炎併發症。[267]
- 湯瑪斯·考恩（Thomas F. Cowan），82歲，美國政治家，新澤西州參議員（1984-1994）。[268]
- Daisuke Gōri，57歲，日本配音演員（《龍珠》《金尼庫萬》《機動戰士高達》），割腕自殺。[269]
- 貝拉·科佩奇，88歲，匈牙利歷史學家和政治家，教育部長（1982-1988）。[270]
- 米哈利斯·帕帕孔斯坦丁努，91歲，希臘政治家和作家，外交部長（1992-1993）。[271]
- 埃裡希·西格爾（Erich Segal），72歲，美國教授，作家（《愛情故事》）和編劇（《黃色潛水艇》），心臟病發作。[272]

### 18日
- 古拉姆·拉巴尼·阿格羅（Ghulam Rabbani Agro），76歲，巴基斯坦作家。[273]
- K. S. Ashwath，84歲，印度演員，多器官衰竭。[274]
- 西里爾·伯克（Cyril Burke），84歲，澳大利亞橄欖球聯盟球員。[275]
- 赫伯·格羅施（Herb Grosch），91歲，加拿大出生的美國計算機科學家。[276]
- Kate McGarrigle，63歲，加拿大民謠歌手，透明細胞肉瘤。[277]
- 君特·米爾克（Günter Mielke），67歲，德國奧運運動員。[278]
- 格拉迪斯·莫爾科姆（Gladys Morcom），91歲，英國奧運游泳運動員。[279]
- 伊萬里·奧巴德勒（Imari Obadele），79歲，美國黑人分離主義者，中風。[280]
- Reha Oğuz Türkkan，90歲，土耳其作家。[281]
- 凱文·奧謝（Kevin O'Shea），62歲，加拿大冰球運動員（聖路易斯藍調隊，布法羅軍刀隊）。[282]
- 羅伯特·派克（Robert B. Parker），77歲，美國偵探作家（斯賓塞系列，傑西·斯通小說），心臟病發作。[283]
- 約爾根·菲力浦·索倫森（Jörgen Philip-Sörensen），71歲，丹麥商人，長期患病。[284]
- 羅伯特·羅利（Robert D. Rowley），68歲，賓夕法尼亞州西北部美國聖公會主教（1991-2007）。[285]
- 約瑟夫·特圖爾（Josephus Tethool），75歲，印尼羅馬天主教安博伊納輔理主教（1982-2009）。[286]
- Celestino Tugot，99歲，菲律賓高爾夫球手，菲律賓公開賽冠軍（1949年，1955-1958年，1962年），肺癌。[287]

### 19日
- Mahmoud al-Mabhouh，50歲，Izz ad-Din al-Qassam旅的巴勒斯坦領導人，被謀殺。[288]
- 弗朗西斯·巴斯·布赫（Frances Buss Buch），92歲，美國第一位女電視導演。[289]
- 克裡斯托斯·查齊斯庫利迪斯，58歲，希臘足球運動員（Egaleo F.C.），癌症。[290]
- 伊恩·克裡斯蒂（Ian Christie），82歲，英國爵士單簧管演奏家。[291]
- 湯姆·科克倫（Tom Cochran），85歲，美式橄欖球運動員（華盛頓紅人隊）。[292]
- 丹·菲茨傑拉德（Dan Fitzgerald），67歲，美國大學籃球教練（岡薩加）。[293]
- 弗拉基米爾·卡爾波夫，87歲，俄羅斯作家，蘇聯作家聯盟主席（1986-1991）。[294]
- 詹妮弗·里昂（Jennifer Lyon），37歲，美國真人秀名人（倖存者：帕勞），乳腺癌。[295]
- 艾達·梅·馬丁內斯（Ida Mae Martinez），78歲，美國職業摔跤手。[296]
- 比爾·麥克拉倫（Bill McLaren），86歲，蘇格蘭橄欖球聯盟評論員。[297]
- 帕納霍特·帕諾，70歲，阿爾巴尼亞足球運動員。[298]
- Cerge Remonde，51歲，菲律賓記者和政治家，心臟病發作。[299]
- Kalthoum Sarrai，47歲，突尼西亞出生的法國電視節目主持人（超級保姆），癌症。[300]
- 威廉·維塔雷利（William Vitarelli），99歲，美國教育家和建築師。[301]

### 20日
- 伊妮德·坎貝爾（Enid Campbell），77歲，澳大利亞法律學者。[302]
- 托尼·康明斯（Tony Cummins），103歲，愛爾蘭羅馬天主教神父。[303]
- 派特裡夏·多諾霍·休斯（Patricia Donoho Hughes），79歲，美國馬里蘭州第一夫人（1979-1987），帕金森病哈裡·休斯（Harry Hughes）的妻子。[304]
- John S. Loisel，89歲，美國戰鬥機王牌。[305]
- 鮑勃·明頓（Bob Minton），63歲，美國出生的愛爾蘭銀行家，山達基的批評者，心臟病。[306]
- 約翰·法蘭西斯·摩爾（John Francis Moore），68歲，奈及利亞羅馬天主教包奇主教（自2003年起）。[307]
- 傑克·帕裡，86歲，威爾士足球運動員（威爾士伊普斯維奇鎮斯旺西鎮）。[308]
- John Pawle，94歲，英國板球運動員。[309]
- 德里克·普拉格（Derek Prag），86歲，英國政治家，赫特福德郡歐洲議會議員（1979-1994）。[310]
- 華萊士·邁克爾·羅斯（Wallace Michael Ross），89歲，英國管風琴家和合唱團指揮。[311]
- 亞伯拉罕·蘇茨凱弗（Abraham Sutzkever），96歲，波蘭出生的以色列詩人。[312]
- 林恩·泰特（Lynn Taitt），75歲，牙買加雷鬼吉他手，癌症。[313]

### 21日
- 賽義德·艾哈邁德（Sayeed Ahmed），79歲，孟加拉國劇作家。[314]
- 奧爾罕·阿爾普（Orhan Alp），90歲，土耳其工程師和政治家。[315]
- 鮑比·布拉根（Bobby Bragan），92歲，美國棒球運動員兼經理，心臟病發作。[316]
- 歐文·丹布羅特（Irwin Dambrot），81歲，美國籃球運動員，捲入CCNY剃鬚醜聞，帕金森病。[317]
- 勞倫斯·加芬克爾（Lawrence Garfinkel），88歲，美國流行病學家，心血管疾病。[318]
- 克努德·格萊（Knud Gleie），74歲，丹麥奧運游泳運動員。[319]
- 拉裡·詹森（Larry Johnson），62歲，美國電影製片人，心臟病發作。[320]
- Chindodi Leela，72歲，印度戲劇和電影女演員，心臟病發作併發症。[321]
- Robert “Squirrel” Lester，67歲，美國流暢的靈魂男高音（The Chi-Lites），肝癌。[322]
- 哈爾·曼德斯（Hal Manders），92歲，美國棒球運動員（底特律老虎隊）。[323]
- 雅克·馬丁（Jacques Martin），88歲，法國漫畫家和作家。[324]
- Camille Maurane，98歲，法國男中音歌手。[325]
- 吉列爾莫·阿巴迪亞·莫拉萊斯（Guillermo Abadía Morales），97歲，哥倫比亞民俗學研究員，土著語言專家，自然原因。[326]
- Curt Motton，69歲，美國棒球運動員，胃癌。[327]
- Paul Quarrington，56歲，加拿大小說家、音樂家和編劇，肺癌患者。[328]

### 22日
- 阿帕奇，45歲，美國說唱歌手。[329]
- Lenna Arnold，89歲，美國棒球運動員[330]
- Donnis Churchwell，73歲，美式足球運動員。[331]
- 珀西·克拉多克爵士，86歲，英國外交官，短暫生病後。[332]
- 德莫特·德·特拉福德爵士，85歲，英國貴族和商人。[333]
- Clayton Gerein，45歲，加拿大輪椅運動運動員，七屆殘奧會運動員，腦瘤。[334]
- 克勞斯·格森（Claus Gerson），92歲，美國奧運曲棍球運動員。[335]
- 路易士·R·哈蘭（Louis R. Harlan），87歲，美國普利策獎獲得者，長期患病。[336]
- 柔佛依斯干達，77歲，馬來西亞元首（1984-1989），柔佛蘇丹（1981-2010）。[337]
- 詹妮弗·林恩·傑克遜（Jennifer Lyn Jackson），40歲，美國花花公子模特，吸毒過量。[338]
- 安德魯·蘭格（Andrew E. Lange），52歲，美國天體物理學家，大爆炸研究員，窒息自殺。[339]
- 胡安·佩德羅·拉波特（Juan Pedro Laporte），64歲，瓜地馬拉考古學家。[340]
- Janeshwar Mishra，76歲，印度政治家，心臟驟停。[341]
- 詹姆斯·米切爾（James Mitchell），89歲，美國演員（《我的孩子》），慢性阻塞性肺病。[342]
- Private Terms，25歲，美國純種賽馬，被安樂死。[343]
- 戈登·理查森（Gordon Richardson），鄧蒂斯本的理查森男爵（Baron Richardson），94歲，英國英格蘭銀行行長（1973-1983）。[344]
- 戈弗雷·洛克菲勒（Godfrey A. Rockefeller），85歲，美國飛行員和環保主義者。[345]
- Johnny Seven，83歲，美國演員（《艾恩賽德》《公寓》《阿比林槍戰》），肺癌。[346]
- Jean Simmons，80歲，英國女演員（《哈姆雷特》、《斯巴達克斯》、《傢伙和娃娃》），艾美獎得主（1983年），肺癌。[347]
- 露絲·P·史密斯（Ruth P. Smith），102歲，美國支持選擇權的活動家。[348]
- Tuanaitau F. Tuia，89歲，美屬薩摩亞政治家和立法者，美屬薩摩亞長老大會任職時間最長的成員。[349]
- 貝蒂·威爾遜（Betty Wilson），88歲，澳大利亞板球運動員。[350]
- 湯姆·維圖姆（Tom Wittum），60歲，美式橄欖球運動員（三藩市49人隊），癌症。[351]

### 23日
- 喬治·鮑德溫（George C. Baldwin），92歲，美國物理學家。[352]
- 哈倫·甘地（Haren S. Gandhi），68歲，印度裔美國發明家和工程師。[353]
- Robert Lam，64歲，馬來西亞新聞主持人，皮膚癌。[354]
- 道格拉斯·馬丁（Douglas J. Martin），82歲，紐西蘭LDS教會的領袖。[355]
- Sam Match，87歲，美國網球運動員。[356]
- 羅傑·皮埃爾（Roger Pierre），86歲，法國演員（Mon oncle d'Amérique），癌症。[357]
- 湯瑪斯·普裡克特爵士，96歲，英國皇家空軍空軍元帥。[358]
- 96歲的美國飛行員克米特·泰勒（Kermit Tyler）在珍珠港襲擊事件中出現了中風併發症。[359]
- 奧列格·韋利基（Oleg Velyky），32歲，烏克蘭出生的德國手球運動員，黑色素瘤。[360]
- 厄爾·懷爾德（Earl Wild），94歲，美國古典鋼琴家，心力衰竭。[361]

### 24日
- 博伊德森·貝爾德（Boydson Baird），91歲，美國籃球運動員。
- 勞倫斯·阿洛伊修斯·伯克（Lawrence Aloysius Burke），77歲，牙買加羅馬天主教金士頓大主教（2004-2008），拿騷（1981-2004），癌症。[362]
- 湯瑪斯·庫里南（Thomas Cullinan），63歲，南非板球運動員。[363]
- 唐納德·多德（Donald Dowd），87歲，甘迺迪家族的美國競選助手。[364]
- 加扎利·沙菲，87歲，馬來西亞政治家，內政部長（1973-1981）和外交部長（1981-1984）。[365]
- 伊爾沙德·艾哈邁德·哈卡尼（Irshad Ahmed Haqqani），81歲，巴基斯坦記者和政治家。[366]
- 羅伯特·莫斯巴赫，82歲，美國政治家，商務部長（1989-1992），胰腺癌。[367]
- 列昂尼德·涅恰耶夫，70歲，俄羅斯電影導演，中風。[368]
- 吉姆·波多利（Jim Podoley），76歲，美式橄欖球運動員（華盛頓紅人隊），黑色素瘤。[369]
- 詹姆斯·亨利·奎洛（James Henry Quello），95歲，美國政府官員，聯邦通信委員會委員（1974-1997），心臟和腎臟衰竭。[370]
- 菲茨羅伊·薩默塞特，第五代拉葛籣男爵，82歲，英國貴族。[371]
- 珀內爾·羅伯茨（Pernell Roberts），81歲，美國演員（Bonanza;Trapper John，醫學博士，Ride Lonesome），胰腺癌。[372]
- 彼得·伍德，74歲，澳大利亞政治家，昆士蘭州立法議會議員（1966-1974）。[373]

### 25日
- 阿裡·哈桑·馬吉德（Ali Hassan al-Majid），68歲，伊拉克軍事指揮官和政府部長，被處以絞刑。[374]
- 塞菲斯·阿納斯塔薩科斯（Sefis Anastasakos），68歲，希臘政治家，作家，律師和活動家，癌症。[375]
- 林恩·巴約納斯（Lynn Bayonas），66歲，澳大利亞電視編劇和製片人，癌症。[376]
- 奧蘭多·科爾（Orlando Cole），101歲，美國古典大提琴家和教育家。[377]
- 霍勒斯·韋爾登·吉爾摩（Horace Weldon Gilmore），91歲，美國聯邦法官。[378]
- Jane Jarvis，94歲，美國爵士鋼琴家和管風琴家。[379]
- 帕德雷格·麥克南（Pádraig MacKernan），69歲，愛爾蘭外交官，秘書長（外交事務），駐法國和美國大使。[380]
- Georgiann Makropoulos，67歲，美國職業摔跤歷史學家和作家，心臟病發作。[381]
- 伊瓦里·瑪律米科斯基（Iivari Malmikoski），82歲，芬蘭奧運拳擊手。[382]
- 查理斯·馬蒂亞斯（Charles Mathias），87歲，美國政治家，馬里蘭州參議員（1969-1987），帕金森病併發症。[383]
- 戈登·派克（Gordon Park），66歲，英國被定罪的殺人犯，顯然是上吊自殺。[384]
- Algirdas Petrulis，95歲，立陶宛畫家。[385]
- 伊萬·普萊尼亞（Ivan Prenđa），70歲，克羅埃西亞羅馬天主教扎達爾大主教（自1990年起）。[386]
- 比爾·裡奇（Bill Ritchie），78歲，蘇格蘭漫畫家。[387]
- 埃米利奧·維艾拉（Emilio Vieyra），88歲，阿根廷電影導演、演員、編劇和製片人。[388]

### 26日
- Andon Amaraich，77歲，密克羅尼西亞最高法院首席大法官，肺炎。[389]
- 路易士·奧欽科洛斯（Louis Auchincloss），92歲，美國小說家，中風併發症。[390]
- 朱利葉斯·巴爾達赫（Juliusz Bardach），95歲，波蘭歷史學家。[391]
- Boa Sr.，85歲，印度大安達曼長老，最後一位說博語的人。[392]
- 傑弗里·伯比奇（Geoffrey Burbidge），84歲，英國出生的美國天體物理學家，長期患病。[393]
- 安妮·弗羅利克（Anne Froelick），96歲，美國黑名單編劇。[394]
- Dag Frøland，64歲，挪威喜劇演員、歌手和綜藝藝人。[395]
- Gummadi，82歲，印度演員。[396]
- 保羅·鐘斯（Paul R. Jones），81歲，美國藝術收藏家，短暫生病後。[397]
- Eugenijus Karpavičius，56歲，立陶宛插畫家。[398]
- 英達·萊德斯瑪（Inda Ledesma），83歲，阿根廷女演員，心臟驟停。[399]
- 阿傑梅爾·辛格（Ajmer Singh），69歲，印度運動員和教育家。[400]
- 保羅·姆比貝·韋爾澤科夫，79歲，喀麥隆羅馬天主教巴門達大主教（1970-2006）。[401]
- 肯·沃爾特斯（Ken Walters），76歲，美國棒球運動員（費城費城人隊）。[402]

### 27日
- 哈裡·阿爾傑（Harry Alger），85歲，加拿大政治家。[139]
- Lee Archer，90歲，美國空軍飛行員（塔斯基吉飛行員）。[403]
- Barry Blitzer，80歲，美國電視編劇（Gomer Pyle，U.S.M.C.，The Flintstones，The Jetsons），腹部手術併發症。[404]
- 貝蒂·盧·凱姆（Betty Lou Keim），71歲，美國女演員，肺癌。[405]
- 魯本·克魯格（Ruben Kruger），39歲，南非橄欖球聯盟球員，腦瘤。[406]
- 愛德華多·邁克爾森（Eduardo Michaelsen），89歲，古巴流亡者，天真藝術風格的畫家。[407]
- 雪麗·科利·尼爾森（Shirley Collie Nelson），78歲，美國鄉村歌手，威利·尼爾森（Willie Nelson）的前妻。[408]
- 塞爾達·魯賓斯坦（Zelda Rubinstein），76歲，美國女演員（《惡作劇者》《糾察柵欄》《地球上最可怕的地方》）。[409]
- J.D.塞林格，91歲，美國作家（《麥田裡的守望者》）。[410]
- 霍華德·津恩（Howard Zinn），87歲，美國歷史學家（《美國人民史》），民權和反戰活動家，心臟病發作。[411]

### 28日
- A.K.M. Mohiuddin Ahmed，孟加拉國陸軍軍官，被絞死。[412]
- Mohammad-Reza Ali-Zamani，約38歲，伊朗活動家，被絞死。[413]
- 小弗蘭克·貝克（Frank Baker Jr.），66歲，美國棒球運動員（克利夫蘭印第安人），心力衰竭。[414]
- Larbi Belkheir，72歲，阿爾及利亞少將，內政部長（1991年）。[415]
- 比爾·賓德（Bill Binder），94歲，美國餐館老闆（Phillippe's）。[416]
- 愛德華多·卡塔拉諾（Eduardo Catalano），92歲，阿根廷建築師。[417]
- 帕特丽夏·克拉克（Patricia Clarke），90歲，英國生物化學家。[418]
- 何塞·歐仁尼奧·科雷亞（José Eugênio Corrêa），95歲，巴西羅馬天主教卡拉廷加主教（1957-1978）。[419]
- 瑪格麗特·戴爾（Margaret Dale），87歲，英國舞蹈家和電視導演。[420]
- Walter Fondren，73歲，美式橄欖球運動員和環保主義者，心力衰竭。[421]
- George Hanlon，92歲，澳大利亞馴馬師，三屆墨爾本杯冠軍，自然原因。[422]
- 米克·希金斯（Mick Higgins），87歲，愛爾蘭蓋爾足球運動員，全愛爾蘭高級足球錦標賽冠軍（卡文，1947年，1948年，1952年）。[423]
- 威爾弗裡德·霍夫曼（Wilfriede Hoffmann），77歲，德國奧運運動員。[424]
- 孟加拉國軍官、刺殺謝赫·穆吉布·拉赫曼（Sheikh Mujibur Rahman）的穆罕默德·巴茲魯爾·胡達（Mohammad Bazlul Huda）被絞死。[425]
- 阿利斯泰爾·休利特（Alistair Hulett），57歲，蘇格蘭出生的澳大利亞民謠歌手，肝功能衰竭。[426]
- 羅伯特·喬菲（Robert Joffe），66歲，美國律師，胰腺癌。[427]
- 派特裡夏·倫納德（Patricia Leonard），73歲，英國女低音，喉癌。[428]
- 卡齊米日·米哈爾（Kazimierz Mijal），99歲，波蘭政治家。[429]
- 巴德·米利坎（Bud Millikan），89歲，美國籃球教練（馬里蘭大學）。[430]
- 莎拉·莫爾維（Sarah Mulvey），34歲，英國電視製片人（第4頻道），疑似自殺。[431]
- 阿拉什·拉赫馬尼普爾（Arash Rahmanipour），20歲，伊朗活動家，被絞死。[413]
- 西摩·薩拉森（Seymour Sarason），91歲，美國心理學家。[432]
- Keiko Tobe，52歲，日本漫畫家（With the Light），間皮瘤。[433]

### 29日
- 葉夫根尼·阿格拉諾維奇，91歲，俄羅斯作曲家和吟遊詩人。[434]
- 艾爾莎·巴卡拉（Elsa Bakalar），90-91歲，英國出生的美國園林設計師。[435]
- 湯姆·布魯克希爾（Tom Brookshier），78歲，美式橄欖球運動員（費城老鷹隊），教練和體育解說員（CBS體育，WCAU），癌症。[436]
- 亞當·亞歷山大·道森（Adam Alexander Dawson），96歲，英國電影剪輯師。[437]
- 埃裡克·弗賴瓦爾德（Eric Freiwald），82歲，美國電視編劇（《年輕與不安分》）。[438]
- Georgelle Hirliman，73歲，美國表演藝術家，癌症。[439]
- 德里克·霍奇金森爵士，92歲，英國空軍元帥。[440]
- 湯姆·霍華德（Tom Howard），59歲，美國音樂家，心臟病發作。[441]
- 拉爾夫·麥金納尼（Ralph McInerny），80歲，美國哲學家（聖母大學）和神秘作家（道林神父之謎）。[442]
- 拉姆·尼瓦斯·米爾達（Ram Niwas Mirdha），85歲，印度政治家（Lok Sabha），部長兼議長（拉賈斯坦邦立法議會），多器官功能障礙綜合征。[443]
- 威爾夫·派什（Wilf Paish），77歲，英國田徑教練，長期患病。[444]
- Mikael Reuterswärd，45歲，瑞典冒險家，第一位登頂珠穆朗瑪峰的瑞典人（屍體在這一天被發現）。[445]
- 凱倫·施梅爾（Karen Schmeer），39歲，美國紀錄片剪輯師（《戰爭迷霧》），車輛肇事逃逸。[446]
- 扎希德·謝赫（Zahid Sheikh），60歲，巴基斯坦奧運會銀牌得主（1972年）曲棍球運動員。[447]
- 卡梅隆·斯奈德（Cameron Snyder），93歲，美國體育記者（《巴爾的摩太陽報》），1982年因肺癌獲得迪克·麥肯紀念獎。[448]
- 埃卡特·維維格（Eckart Viehweg），61歲，德國數學家，短暫生病後。[449]

### 30日
- Rafet Angın，94歲，土耳其語教師。[450]
- 埃爾娜·鮑姆鮑爾（Erna Baumbauer），91歲，德國選角經紀人。[451]
- 露絲·科恩（Ruth Cohn），97歲，德國心理治療師。[452]
- Lucienne Day，93歲，英國紡織品設計師。[453]
- 羅恩·賈爾斯（Ron Giles），90歲，英國板球運動員（諾丁漢郡）。[454]
- Sølve Grotmol，70歲，挪威體育評論員。[455]
- 布魯斯·米切爾（Bruce Mitchell），90歲，澳大利亞學者。[456]
- Ursula Mommens，101歲，英國陶藝家。[457]
- Brahmananda Panda，61歲，印度政治家。[458]
- 蓋伊·倫威克（Guy Renwick），73歲，英國奧運雪橇運動員。[459]
- 亞倫·魯本（Aaron Ruben），95歲，美國電視製片人（Andy Griffith Show，Gomer Pyle U.S.M.C.，Sanford and Son），肺炎。[460]
- Tan Eng Yoon，82歲，新加坡奧運短跑運動員。[461]

### 31日
- Gunnar Aksnes，83歲，挪威化學家和詩人。[462]
- 凱奇·貝克（Kage Baker），57歲，美國科幻小說和奇幻作家，子宮癌。[463]
- Pauly Fuemana，40歲，紐西蘭音樂家（OMC），短暫生病後。[464]
- 亨利·福原（Henry Fukuhara），96歲，美國水彩畫家，自然原因。[465]
- 派特裡夏·蓋奇（Patricia Gage），69歲，英國女演員和配音演員。[466]
- 伊日·哈夫利斯，77歲，捷克奧運賽艇金牌得主（1952年）。[467]
- Albert Huie，89歲，牙買加畫家。[468]
- 伊迪絲·喬西（Edith Josie），88歲，加拿大專欄作家，自然原因。[469]
- 維克多·凱西波（Viktor Kaisiepo），61歲，荷屬新幾內亞出生的荷蘭西巴布亞獨立活動家。[470]
- Thorleif Karlsen，100歲，挪威員警督察，政治家和電臺主持人，自然原因。[471]
- 桑娜·基耶羅（Sanna Kiero），79歲，芬蘭奧運越野滑雪運動員。[472]
- 66歲的美國研究員霍華德·洛索夫（Howard Lotsof）發現了肝癌伊柏格因的抗成癮作用。[473]
- 湯瑪斯·埃洛伊·馬丁內斯，75歲，阿根廷作家和記者，腦瘤。[474]
- Shizuka Miura，日本球形娃娃製造商和音樂家，自殺。[475]
- 約翰·諾裡斯（John Norris），76歲，英國出生的加拿大出版商（Coda），心臟病。[476]
- 基思·諾頓（Keith Norton），69歲，加拿大政治家，前金士頓和群島議員（1975-1985），癌症。[477]
- 帕迪·奧尼爾（Paddie O'Neil），83歲，英國女演員和歌手。[478]
- 菲爾·史密斯（Phil Smith），63歲，澳大利亞足球運動員，癌症。[479]
- 皮埃爾·瓦內克（Pierre Vaneck），78歲，法國演員（《睡眠科學》），心臟手術併發症。[480]